# Tatiana Kostirina
Tatiana Ignatovna Kostirina (en ruso: Татьяна Игнатовна Костырина; Krasnodar, RSFS de Rusia, 18 de julio de 1924 – Kerch, Unión Soviética, 22 de noviembre de 1943) fue una francotiradora soviética que combatió durante la Segunda Guerra Mundial en las filas del Ejército Rojo (691.º Regimiento de Fusileros de la 383.º División de Fusileros del Ejército Costero Independiente) y una de las mejores francotiradoras de la historia. Después de su muerte en combate, el 16 de mayo de 1944 se le concedió póstumamente el título de Héroe de la Unión Soviética.

## Biografía

### Infancia y juventud
Kostirina nació el 18 de julio de 1924, en el seno de una familia de campesino rusos, en una granja cerca de Krasnodar (situada en el actual Krai de Krasnodar en Rusia). Después su familia se mudó a la ciudad de Kropotkin en 1932, donde completó su educación primaria (siete cursos) en la escuela local en 1939 y consiguió un trabajo en una cantina en una estación de ferrocarril antes de la guerra.

### Segunda Guerra Mundial
En julio de 1941, poco después del inicio de la invasión alemana de la Unión Soviética (la Operación Barbarroja), Kostirina asistió a un entrenamiento de tiro de precisión de la asociación paramilitar OSOAVIAJIM (en español, Unión de Sociedades de Asistencia para la Defensa, la Aviación y la Construcción Química de la URSS), con la esperanza de ser aceptada en el Ejército Rojo. En agosto de 1942, cuando las fuerzas alemanas avanzaban hacia Kropotkin, se alistó en el ejército y fue integrada en el 691.º Regimiento de Fusileros. Desde sus primeros días en el frente de guerra participó en la defensa de las zonas de la costa del Mar Negro con el resto del 18.º Ejército, y posteriormente, su unidad, fue incorporada al 47.º Ejército para la operación de desembarco Novorossíisk-Tamán. Con la 383.ª División de Fusileros desplegada para traspasar la Línea Azul en la península de Tamán en mayo, la prolongada batalla que siguió duró varios meses; Después de atravesar la línea azul en septiembre, llegaron a la costa a principios de octubre y poco después las tropas alemanas fueron completamente expulsadas de la zona. Sin embargo, durante la batalla, Kostirina fue herida en combate dos veces y tuvo que ser hospitalizada durante un tiempo debido a sus heridas. Finalmente se recuperó y participó en diversas operaciones de desembarco adicionales, pasando por un programa especial de entrenamiento para operaciones de desembarco anfibio que llevó a cabo simulacros sobre cómo abordar barcos y superar las fuertes defensas costeras que los alemanes habían instalado.
El 8 de noviembre de 1943 tomo parte, con su regimiento, en el desembarco en la punta Chushka y después de asegurar la zona se dirigieron a Opasnoe en la localidad de Kerch, avanzando hacia Crimea. Al día siguiente, fue la primera en lanzar un ataque en la batalla por la colina 104,3 (llamada así por su altitud en metros), y pronto capturaron la colina. El 10 de noviembre repitió la hazaña en la batalla por la aldea de Adzhimushkay, eliminando a quince soldados enemigos y ordenando a sus compañeros que siguieran luchando con ella, y continuó luchando a pesar de estar gravemente herida hasta que un francotirador enemigo la mató. A lo largo de la guerra, luchó en varias batallas y en desembarcos anfibios, incluidas las operaciones Armavir-Maikop, Tuapsé, Krasnodar, Novorosíisk-Tamán y Kerch-Eltigen.
Su cuenta final como francotiradora ascendió a 120 oficiales y soldados enemigos eliminados en el momento de su muerte. Después de su muerte en combate, fue enterrada en una fosa común en la colina 102,0 cerca de Dzhankói, aunque más tarde fue enterrada de nuevo en 1953 en la fosa común dedicada a los que murieron en la batalla por Adzhi-Mushkay. El 22 de noviembre de 1943, fue nominada  póstumamente para recibir el título de Héroe de la Unión Soviética por su oficial al mando, el teniente coronel Rutsinski, finalmente recibió el título por decreto del Presidíum del Sóviet Supremo de la Unión Soviética el 16 de mayo de 1944.

## Condecoraciones

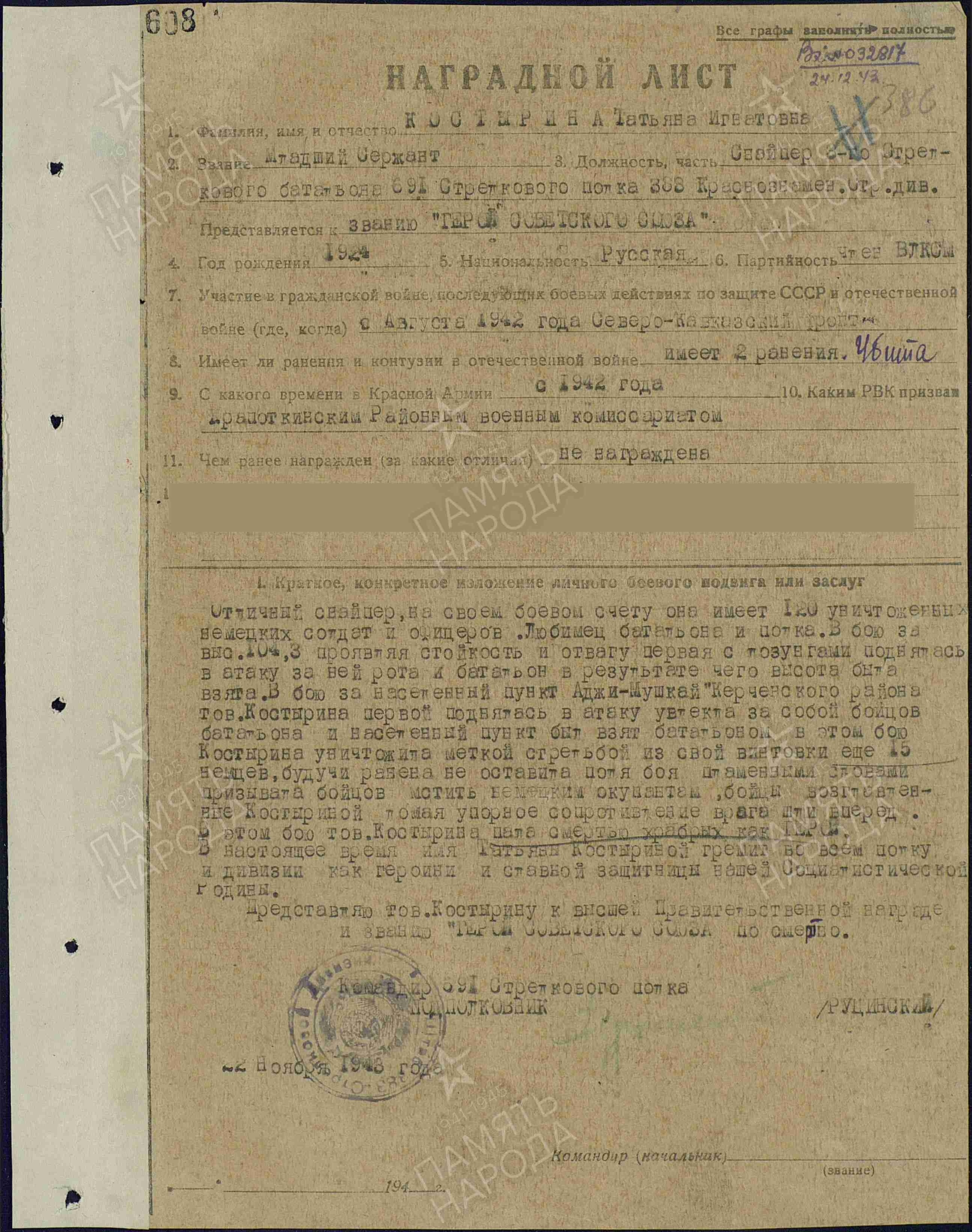
Informe de solicitud del Título de Héroe de la Unión Soviética firmado por el comandante del 691.º Regimiento de Fusileros, el teniente coronel Rutsinsky y el comandante de la 383.ª División de Fusileros, el mayor general Gorbachov.

|  | Héroe de la Unión Soviética (16 de mayo de 1944, póstumamente) |
|  | Orden de Lenin (16 de mayo de 1944, póstumamente)              |

### Listas relacionadas
- Lista de heroínas de la Unión Soviética